# Angustictis mayri
Angustictis mayri és una espècie extinta de mamífer carnívor de la família dels prociònids que visqué a Europa durant el Miocè superior, fa entre 16,9 i 23 milions d'anys. Se n'han trobat restes fòssils a Alemanya. Es tracta de l'única espècie del gènere Angustictis. Es distingeix d'altres prociònids extints, com ara Broiliana, per tot un seguit de caràcters dentals. Originalment fou classificat en el si del gènere Plesictis. El nom genèric Angustictis significa 'mostela angosta' en llatí i es refereix a l'estretor de les seves dents molars superiors.